# Anthony Moore
Anthony Moore (també conegut com a Anthony More) (1948) és un compositor de música experimental britànic, artista i productor. Va ser un membre fundador de la banda Slapp Happy, on treballava amb Henry Cow i ha fet diversos àlbums en solitari, incloent-hi Flying Doesn't Help (1978) i World Service (1981).
Com a lletrista, Moore ha col·laborat amb Pink Floyd en dos dels seus àlbums, A Momentary Lapse of Reason (1987) i The Division Bell (1994), amb el teclista de Floyd Richard Wright a Broken China (1996), amb Kevin Ayers en diversos projectes i també ha contribuït amb lletres per a l'àlbum de Trevor Rabin Can't Look Away (1989).